# Allocerastichus mycetophila
Allocerastichus mycetophila is een vliesvleugelig insect uit de familie Eulophidae. De wetenschappelijke naam is voor het eerst geldig gepubliceerd in 1974 door De Santis.